# San Felipe de Oña
San Felipe de Oña, oder kurz: Oña, ist eine Ortschaft und die einzige Parroquia urbana im Kanton San Felipe de Oña der ecuadorianischen Provinz Azuay. San Felipe de Oña ist Sitz der Kantonsverwaltung. Die Parroquia besitzt eine Fläche von 220,5 km². Die Einwohnerzahl der Parroquia betrug beim Zensus 2010 2395. Davon wohnten 846 Einwohner im Hauptort San Felipe de Oña.

## Lage
Die Parroquia San Felipe de Oña befindet sich im äußersten Süden der Provinz Azuay. Das Gebiet liegt an der Westflanke der Cordillera Real. Es liegt im Einzugsgebiet des Río Jubones, ein Zufluss des Pazifischen Ozeans. Die Flüsse Río Oña und Río León begrenzen das Areal im Westen und im Nordwesten. Der etwa 2370 m hoch gelegene Ort San Felipe de Oña befindet sich 65 km südsüdwestlich der Provinzhauptstadt Cuenca. Die Fernstraße E35 (Cuenca–Loja) führt an San Felipe de Oña vorbei.
Die Parroquia San Felipe de Oña grenzt im Osten und im Süden an die Provinz Zamora Chinchipe mit den Parroquias Tutupali und 28 de Mayo (beide im Kanton Yacuambi), im Westen an die Provinz Loja mit den Parroquias Urdaneta und El Tablón (beide im Kanton Saraguro), im Nordwesten an die Parroquia Susudel sowie im Nordosten an die Parroquia Cochapata (Kanton Nabón).

## Geschichte
Die Parroquia San Felipe de Oña wurde 1987 Teil des neu gegründeten Kantons Nabón. Schließlich wurde am 10. Mai 1991 der Kanton San Felipe de Oña eingerichtet und der Ort als Parroquia urbana dessen Verwaltungssitz.